# Aldo Drosina
Aldo Drosina (Pula, 28. siječnja 1932. – Pula, 17. veljače 2000.) je bio hrvatski nogometaš i trener. 
Nogometnu karijeru je započeo u pulskom klubu Proleter (kasnije prozvan NK Pula), a igrao je i za Uljanik, te zagrebačku Lokomotivu s kojom je izborio nastup u Prvoj Jugoslavenskoj nogometnoj ligi. Pred kraj karijere vraća se u Pulu, te igra za nogometni klub NK Istra, koji je nastao spajanjem NK Pule i Uljanika. 
Nakon bogate nogometne karijere posvetio se trenerskom poslu, te je u više navrata bio trener NK Istre, te pomoćnik Sergiju Scoriji kad je Istra 1992. po prvi put zaigrala u Prvoj HNL, a radio je i u Rovinju, Poreču i Bujama. Također je bio i izbornik Hrvatske lige-jug. Za višegodišnje uspjehe u radu odlikovan je Zlatnom plaketom Hrvatskog nogometnog saveza.
Drosina je preminuo 17. veljače 2000. u Puli, u dobi od 68 godina. Tri godine kasnije, 2003. gradski stadion u Puli nazvan je po njemu, te je njemu u čast, 5. prosinca 2008. odigrano prvo izdanje turnira "Memorijala Rinaldo Aldo Drosina" na kojem su nastupili najmlađi nogometaši do 11 godina bivših Drosininih klubova Istre 1961, Istre, Rovinja, te fažanske Mladosti.